# 1201 Third Avenue
1201 Third Avenue je mrakodrap v Seattlu. Má 55 podlaží a výšku 235 metrů, je tak druhým nejvyšším mrakodrapem ve městě. Výstavba probíhala v letech 1986–1988 a za architektonickým návrhem budovy stojí firma Kohn Pedersen Fox Associates. Velkorozměrná budova disponuje 103 572 m2 převážně kancelářských ploch. V budově měla sídlo již zkrachovalá Washington Mutual Bank, a proto se budově někdy říká Washington Mutual Tower.